# Are You Lonesome Tonight?
Are You Lonesome To-night?, meglio conosciuta come Are You Lonesome Tonight?, è un brano di musica popolare statunitense con musica di Lou Handman e testo di Roy Turk. La prima data di pubblicazione del brano risale al 1926 nell'incisione di Charles Hart, anche se la versione più famosa rimane quella incisa nel 1960 da Elvis Presley (e con il quale la canzone viene comunemente associata).

## Descrizione

### Origine e storia

#### Anni Venti
Svariati artisti dell'epoca incisero Are You Lonesome Tonight? nel 1927. Il compositore Lou Handman stesso, suonò il pianoforte accompagnando la sorella Edith mentre ella cantava la canzone in una registrazione pubblicata dall'etichetta Gennett. Vaughn DeLeath (conosciuta anche come "The Original Radio Girl") registrò due volte la canzone, la prima volta il 13 giugno come solista e in seguito il 21 settembre, come cantante della "The Colonial Club Orchestra". Circa nell'Agosto 1927, un'altra versione della canzone fu pubblicata dal famoso tenore Henry Burr.

#### Anni Cinquanta e Sessanta
La prima versione di Are You Lonesome Tonight? ad entrare in una classifica di vendite fu quella incisa dalla Blue Barron Orchestra per la MGM Records (n° catal. 10628). Il singolo raggiunse la posizione numero 19 nella classifica pop di Billboard. Appena poche settimane dopo la versione di Barron, Al Jolson registrò la canzone il 28 aprile 1950; il singolo venne pubblicato dalla Decca Records con il num. di catalogo 27043.
Nel 1959 Jaye P. Morgan pubblicò la sua cover del brano che raggiunse la posizione numero 65 della classifica di Billboard. Probabilmente Elvis Presley sentì il brano della Morgan alla radio mentre era in Germania a svolgere il servizio militare, e decise di incidere anche lui il brano.

### Versione di Elvis Presley
Presley registrò la sua melodrammatica versione il 4 aprile 1960, dietro insistenza del Colonnello Tom Parker (la canzone era una delle preferite dalla moglie). La versione di Elvis è basata su quella della Blue Barron Orchestra del 1950 e la parte parlata nel brano (come nella versione di Al Jolson) trae lieve ispirazione dalla piece teatrale di Shakespeare intitolata Come vi piace, Atto II Scena VII: "All the world's a stage, and all men and women merely players: they have their exits and their entrances; And one man in his time plays many parts". 
Venne pubblicata sul singolo a 45 giri Are You Lonesome Tonight?/I Gotta Know, che si rivelò uno dei più notevoli successi del 1960, raggiungendo la vetta della classifica Pop di Billboard (Billboard Hot 100) e restandoci per 6 settimane e piazzandosi anche alla posizione numero 3 della classifica R&B, prima della Official Singles Chart per quattro settimane e nelle Fiandre in Belgio due per settimane, terza in Svezia e Norvegia, quarta in Germania e quinta nei Paesi Bassi.
La versione di Elvis è stata inserita alla posizione numero 81 nella classifica Billboard's Greatest Songs of all time.

#### "Laughing Version"
Occasionalmente Elvis, quando cantava la canzone dal vivo, ne cambiava spesso il testo dandogli connotazioni umoristiche. Una delle occasioni più celebri è quella messa su nastro la sera del 26 agosto 1969 all'International Hotel di Las Vegas. Durante il concerto, invece di cantare: «Do you gaze at your doorstep and picture me there» ("Guardi la porta d'ingresso e ti immagini di vedermi lì sulla soglia"), cantò: «Do you gaze at your bald head and wish you had hair» ("Guardi la tua testa pelata e ti immagini di avere i capelli"). Poco dopo, vide un uomo calvo tra il pubblico (almeno così vuole la leggenda), e scoppiò a ridere fragorosamente nel bel mezzo dell'esecuzione del brano. Il pubblico fu contagiato dalle risa quando durante la parte recitata Elvis disse: «You know someone said that the world's a stage, and each must play a part» ("Sai che qualcuno ha detto che il mondo è un palcoscenico, e che ognuno di noi deve recitarvi un ruolo"), e cogliendo l'ironia nel testo, Presley fu di nuovo sopraffatto dalle risate. Il pubblico apprezzò la spontaneità del momento mentre lui cercava di recuperare un contegno decente. Nel frattempo la band e le coriste continuavano imperterriti ad eseguire la canzone. Si è spesso speculato sul fatto che gran parte dell'ilarità di Elvis derivasse dall'assolo in falsetto di una corista che andava avanti risoluta nonostante tutto. Al termine di questo, Elvis riprese a cantare giusto in tempo per la strofa: «And I had no cause to doubt you» ("E non avevo motivo di dubitare di te") seguita da un altro scoppio di fragorose risate. Questa versione del brano, chiamata "Laughing Version", viene considerata un piccolo classico underground, e divenne un successo da Top 30 in Gran Bretagna nel 1982 quando fu pubblicata dalla RCA all'interno del cofanetto Elvis Aaron Presley.
Nel 1977, Presley eseguì ancora la canzone durante lo speciale televisivo Elvis in Concert della CBS. Come nel 1969, durante la parte recitata del brano si mise a scherzare con il pubblico. Quanto questo suo atteggiamento sia stato intenzionale o meno non è dato saperlo; comunque, questa sua esibizione sconnessa venne inclusa nel film documentario This is Elvis del 1981 come dimostrazione del declino psicofisico di Presley pochi mesi prima della morte.

## Altre Cover
- Nel 1936 "The Carter Family" incise una versione country del brano.
- Mr. Saks & The Blue Strings alias Tommy & The Tom Toms registrarono una versione strumentale del brano e lo pubblicarono come singolo nel 1960.
- Il gruppo The Lettermen registrò il brano e lo inserì nell'album She Cried del 1964.
- Doris Day registrò la canzone il 6 giugno 1967, la sua versione venne inclusa nel disco The Love Album.
- Nel 1989 Mina ne incide una versione nell'album Uiallalla.